# Anne César de La Luzerne
 (février 2012).
Si vous disposez d'ouvrages ou d'articles de référence ou si vous connaissez des sites web de qualité traitant du thème abordé ici, merci de compléter l'article en donnant les références utiles à sa vérifiabilité et en les liant à la section « Notes et références ».
Pour les articles homonymes, voir Luzerne (homonymie).
Anne César, marquis de La Luzerne, né le 15 juillet 1741 à Paris et mort le 14 septembre 1791 à Southampton, est un diplomate français. Il est ministre plénipotentiaire auprès des États-Unis de 1779 à 1784 puis ambassadeur à Londres de 1788 à sa mort.

## Biographie
Né en 1741 à Paris, Anne César est le frère cadet du César Henri de La Luzerne, dernier ministre de la Marine de Louis XVI, et de César-Guillaume de La Luzerne, l'évêque-duc de Langres, qui fut également un personnage très impliqué dans la vie politique de la fin du XVIIIe siècle et de la Restauration.
Famille originaire de Normandie, les La Luzerne eurent pour fief éponyme La Luzerne (passée par mariage en 1556 aux Bricqueville), et une autre branche posséda la terre et seigneurie de Beuzeville dont le père d'Anne-César, César-Antoine, portait le titre de comte (sa mère étant la fille du chancelier de Lamoignon et la sœur de Malesherbes).
Après avoir été aide de camp du maréchal de Broglie, il devient colonel du régiment des Grenadiers de France puis en 1775, il commande le régiment provincial de Caen.
Après avoir été créé marquis par Louis XVI en récompense de ses services aux États-Unis d'Amérique, Anne César de La Luzerne est nommé en 1779 ministre plénipotentiaire près le gouvernement des États-Unis d'Amérique, par Louis XVI et le ministre des Affaires étrangères le comte de Vergennes, qui avaient apprécié ses talents de diplomate auprès de la cour de Bavière, carrière qu'il débuta après sa carrière militaire.
Il eut à prendre, en toute indépendance, des décisions importantes notamment en ce qui concerne le financement de l'intervention française compte tenu des distances qui ne permettaient pas d'attendre les ordres de Paris. Il eut également à gérer les interventions militaires françaises en tant que représentant officiel de la France. Son expérience militaire qui avait précédé sa carrière diplomatique l'a, à l'évidence, aidé. Il fut un ami proche de nombreux membres du premier Congrès des États-Unis et de Washington qui le fera nommer membre fondateur de la société des Cincinnati et fera donner son nom à un comté de Pennsylvanie, le comté de Luzerne, en remerciement de ses services pour la cause de l'indépendance des États-Unis. Il reste en poste jusqu'en 1784, avant d'être nommé ambassadeur à Londres en 1788 et meurt en fonction en septembre 1791. Il sera inhumé dans le cimetière des Veys, en Normandie.
C'est lui, qui, en parlant des États-Unis, inventa en 1787 l'expression « Ancien Régime » qui sera ensuite utilisée en France en 1789[réf. nécessaire].

### Sources et bibliographie
- Louis-Gabriel Michaud, Biographie universelle ancienne et moderne, tome 25, Ch. Delagrave & Cie, Libraires-éditeurs, Paris, 1842, [lire en ligne], p. 540